# Урлашов, Евгений Робертович
Евгений Робертович Урлашов (род. 16 июля 1967, Ярославль) — российский политический деятель. Мэр города Ярославля (2012—2017).
В июле 2013 года арестован и временно отстранён от должности мэра по обвинению в покушении на получение взятки. Урлашов свою вину не признал. 2 августа 2016 года Урлашов был признан виновным в получении взятки в размере 17 млн рублей и в покушении на получение взятки в особо крупном размере. На следующий день приговорён к 12,5 годам лишения свободы с отбыванием наказания в колонии строгого режима и штрафу в размере 60 млн рублей. Приговор вступил в законную силу в январе 2017 года.
В 2013 году американская газета The Washington Post назвала Урлашова «самым известным в России независимым и оппозиционным должностным лицом».

## Ранние годы
Евгений Урлашов родился 16 июля 1967 года в семье инженера-строителя Роберта Павловича Урлашова и научного сотрудника НИИМСК Галины Сергеевны Урлашовой. У Евгения две сестры — Ирина и Татьяна. Окончив школу, Урлашов безуспешно пытался поступить на юридический факультет Ярославского государственного университета (ЯрГУ). В 1985—1989 годах служил в Советской армии в пожарных войсках.
В 1990 году устроился на работу на завод топливной аппаратуры и поступил в ЯрГУ на юридический факультет, который окончил в 1998 году с дипломом юриста. Параллельно с учёбой начал подрабатывать на предприятии своего отца — в кооперативе «Ярославец», который занимался строительством дорог и домов. Сначала работал геодезистом, потом, после окончания университета, — заместителем директора, а затем возглавил предприятие. Позже Евгений основал свой бизнес — гаражно-строительный кооператив «Юго-Западный». Став депутатом, Урлашов отдал кооператив партнёру, объяснив, что «неинтересно двигаться в одной плоскости».
В 2004 году Урлашов окончил Российскую академию государственной службы по специальности «государственное и муниципальное управление». В 2006 году окончил Институт Всемирного банка — МЦСЭИ «Леонтьевский центр» (Санкт-Петербург).

## Начало политической деятельности
Работал помощником областного депутата, депутата Госдумы, а затем — служба в муниципалитете, ставшая площадкой для избирательной кампании.
В 2004 и 2008 годах Урлашов избирался в муниципалитет от избирательного округа № 36 Фрунзенского района Ярославля. Был руководителем фракции «Новый город» (2005—2008), заместителем председателя постоянной комиссии по вопросам городского самоуправления, законности и правопорядка. В 2007 году Урлашов работал юристом в ООО «Ярстройтехно». Был депутатом муниципалитета Ярославля, юристом благотворительного фонда «Правозащитник». В 2008—2011 годах состоял членом партии «Единая Россия», затем вышел из её рядов.

## Победа на выборах мэра Ярославля
Предвыборную кампанию провёл под лозунгами: «Верну город людям!», «Власть должна быть открытой!», «Против жуликов и воров!». Обещал сохранить «Водоканал» в собственности города.
1 апреля 2012 году во втором туре выборов мэра Ярославля независимый кандидат Урлашов одержал победу над представителем «Единой России» Яковом Якушевым. По данным избирательной комиссии города, Урлашов получил 69,65 % голосов при активности 45,45 %, а Якушев — 27,78 %. В первом туре, состоявшемся 4 марта, Урлашов набрал 40,25 % голосов. «Пришло время перемен! Пусть Российская Весна родится в Ярославле!», — заявил он сразу после выборов. Число наблюдателей на выборах составило беспрецедентное число — 1300 человек.
Будучи одним из самых громких успехов оппозиции на региональных и местных выборах в России за последние годы, выборы 2012 года, по мнению эксперта Forbes А. Кынева, делают Урлашова символической фигурой. По мнению политолога Станислава Белковского, выборы Урлашова «преподали открытый урок: как оппозиция, соединив силы и возможности, может не только спокойно, но и убедительно выиграть выборы — здесь, в путинской России, сейчас, на первом году третьего путинского срока».

## На посту мэра
11 апреля 2012 года вступил в должность мэра города Ярославля. Полностью сменил старую управленческую команду.
В 2012 году вошёл в гражданский комитет партии Михаила Прохорова «Гражданская платформа», создал в Ярославле Институт развития стратегических инициатив.
29 ноября 2012 года обратился к президенту России Владимиру Путину с жалобой на действия региональных властей. Причиной обращения стал отказ губернатора Ярославской области Сергея Ястребова и областной думы предусмотреть субсидии на оплату труда школьных учителей городскому бюджету Ярославля.
Начиная с осени 2012 года, мэрия города Ярославля проводит планомерный снос ларьков, установленных в охранной зоне ЮНЕСКО, кроме того, ликвидируются торговые точки, установленные нелегально или с истёкшим сроком аренды.

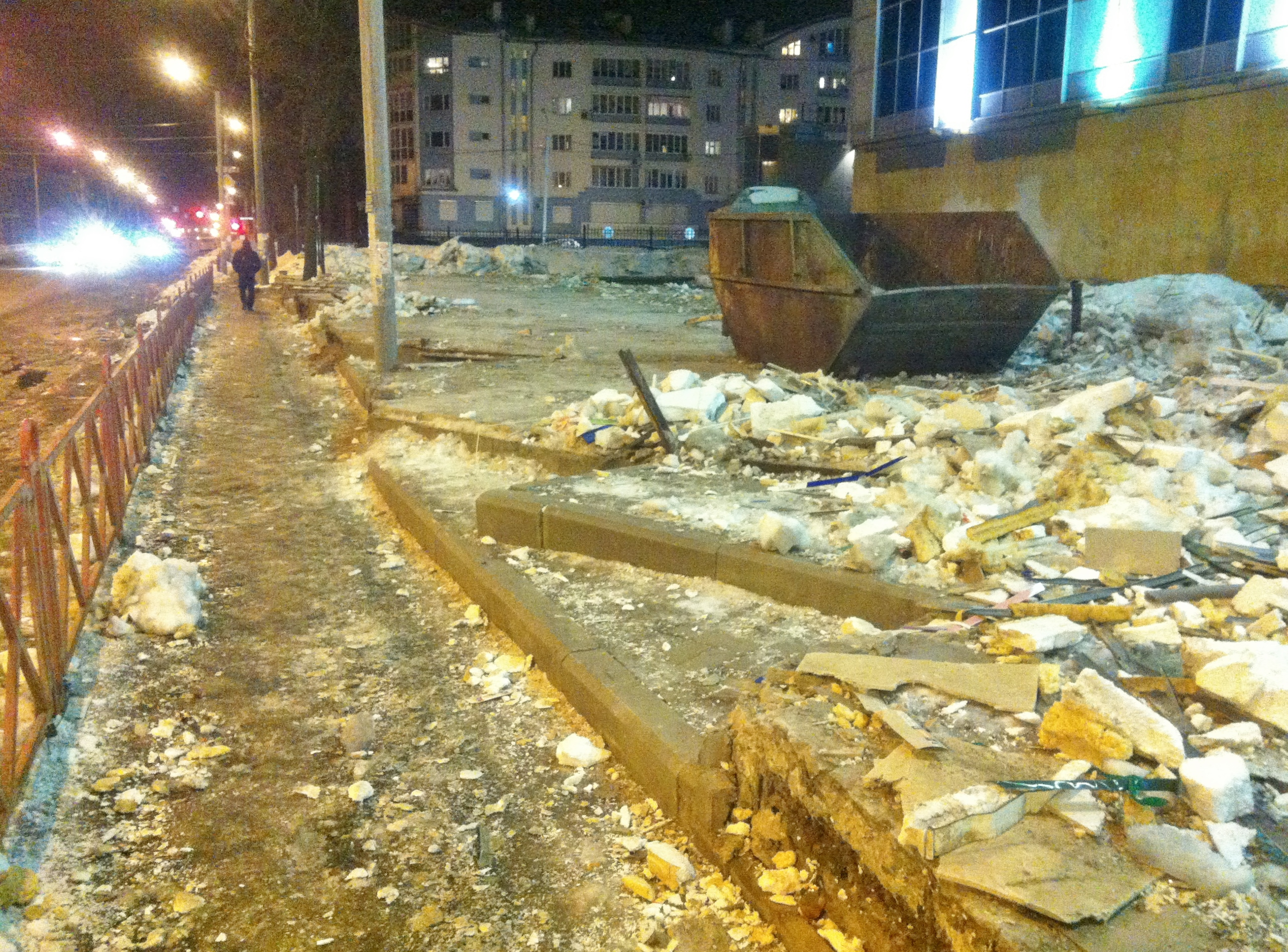
Обломки ларьков, снесенных в рамках кампании по ликвидации нелегальных торговых точек (ул. Победы)

При Урлашове в Ярославле были отремонтированы улицы: Гагарина, часть Ярославской, Декабристов, Урицкого, Елены Колесовой, Папанина, Шандорная, Ляпидевского, Авиаторов, Тверицкая набережная, Свободы, Угличская, Космонавтов, Стачек. Между тем, мэр был недоволен темпами ремонта дорог, в частности, по улице Корабельной и проспекту Авиаторов.
5 июня 2013 года, в ходе голосования муниципалитета Ярославля, в котором приняли участие 27 депутатов из 38, за оценку «неудовлетворительно» деятельности мэра проголосовал 21 депутат. Однако сам Урлашов считал, что это политическая акция.
18 июля 2013 года постановлением Басманного суда Москвы в соответствии со ст. 114 Уголовно-процессуального кодекса РФ Урлашов временно отстранён от должности мэра Ярославля до вынесения приговора суда с выплатой ежемесячного государственного пособия в размере пяти МРОТ.

### Критика
За 2011 год Урлашов задекларировал доход 136 590 рублей, то есть чуть более 10 тысяч рублей в месяц. При этом, обращает внимание журналист Марк Нуждин, Урлашов приобрёл большую квартиру в центре Ярославля и недвижимость в Закоторосльной части города.
В декабре 2012 года он посетил с визитом город-побратим Ярославля Пуатье во Франции, в феврале 2013 года — Коста-Рику, затем Тегеран, далее город-побратим Ярославля Кассель в Германии, в апреле — Палермо в Италии, Вильнюс в Литве, в мае — Таллин в Эстонии. При этом глава 7 Устава Ярославля не предусматривает обязанности мэра представлять интересы города на международной арене. Каждая из таких командировок, по словам тогдашнего председателя муниципалитета Ярославля Алексея Малютина, обходилась городскому бюджету более чем в 500 тысяч рублей.

## Уголовное преследование
В ночь на 3 июля 2013 года задержан сотрудниками местного подразделения МВД по экономической безопасности по подозрению в покушении на вымогательство взятки размером 14 млн рублей. Этому предшествовал проведённый им митинг против партии «Единая Россия» совместно с партиями КПРФ, «Гражданская платформа» и «Справедливая Россия», на котором Урлашов объявил о намерении участвовать в выборах областного уровня. В нарушение закона к Урлашову не пускали адвоката. Мэр заявил журналистам, что связывает преследование с «политическими событиями».
4 июля 2013 года Урлашову предъявлено обвинение по ч. 3 статьи 30, ч. 6 статьи 290 УК РФ (групповое покушение на получение взятки по предварительному сговору, сопряжённое с вымогательством, совершённое в особо крупном размере), а на следующий день — по ещё одному делу — по п. «в» ч. 5 ст. 290 УК РФ (получение взятки, совершённое в крупном размере). Постановлением Ленинского районного суда Ярославля Урлашов был арестован до 2 сентября 2013 года.
В эфире местного Гортелеканала было зачитано обращение Урлашова к ярославцам, переданное из СИЗО. По словам мэра, против него была совершена политическая провокация: «Заявление на митинге 19 июня 2013 года, решение идти на выборы 1-м номером по списку партии Гражданская платформа привели к ускорению провокации. Сказалось и то, что я начал встречи во дворах Ярославля и области с разъяснением политической ситуации на Ярославщине, с разъяснением программы партии». Урлашов также объяснил, что не имеет отношения к тому, в чём его обвиняют, ибо физически не мог как-то влиять на результаты электронных аукционов.
Урлашов был этапирован в московский СИЗО «Матросская тишина» 16 июля, в ночь на свой день рождения, под усиленной охраной. В этот же день прошёл митинг в поддержку Урлашова на Советской площади Ярославля, который собрал от 3 000 человек, по данным полиции, до 5 000 человек, по данным его организаторов. С трибуны митинга выступили депутат Государственной думы Анатолий Грешневиков, лидер ярославских коммунистов Александр Воробьёв, Илья Яшин, исполняющий обязанности мэра Ярославля Олег Виноградов и другие представители общественности.

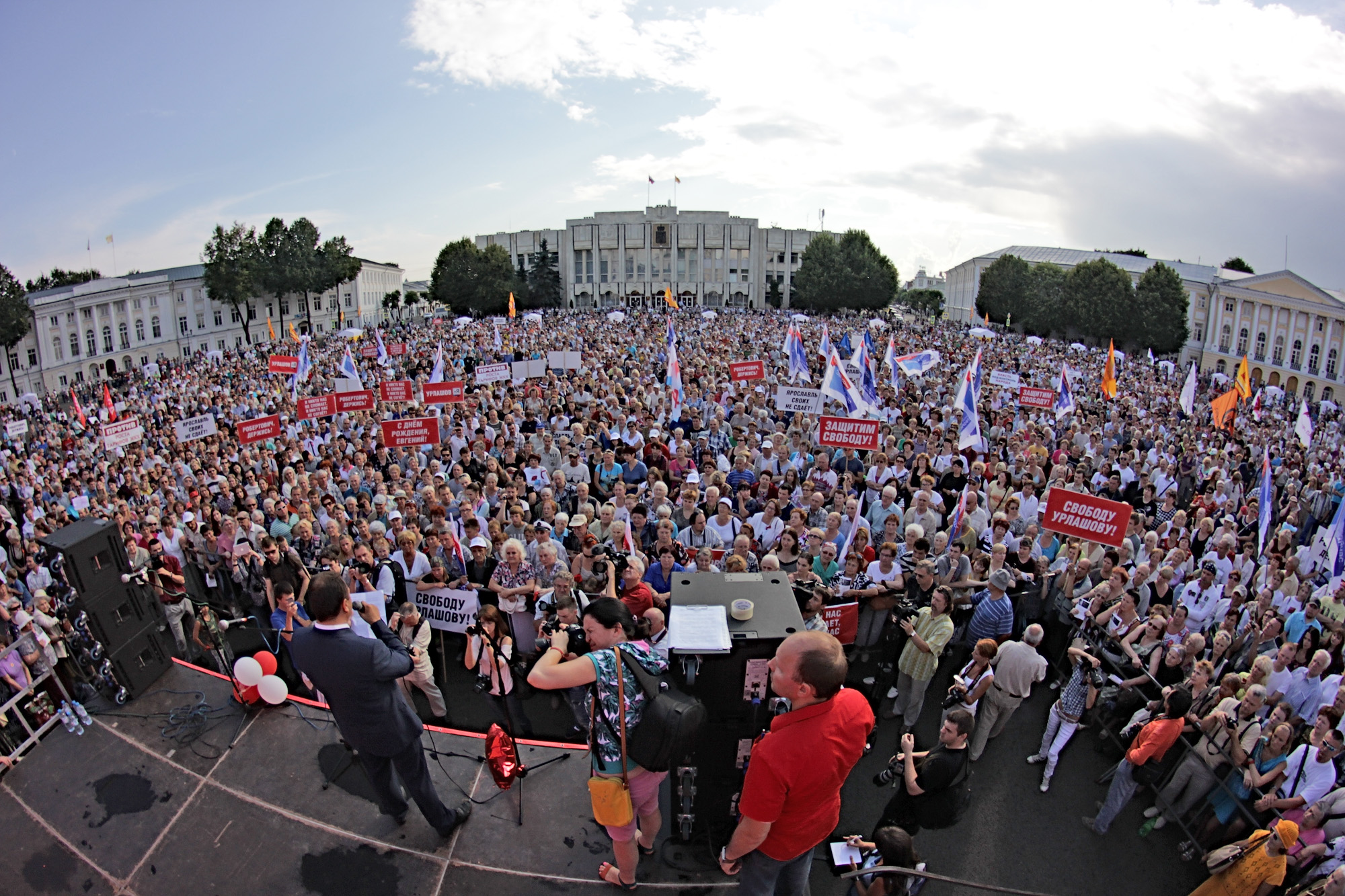
Митинг в поддержку мэра Ярославля Евгения Урлашова. Ярославль, Советская площадь, 16 июля 2013 года

Постановлением Басманного суда Москвы, признанным законным Мосгорсудом, арест продлён до 3 октября 2014 года. Впоследствии арест продлён до 3 октября 2015 года.
28 сентября 2015 года в Ярославле начались судебные слушания по делу Урлашова. Обвиняемый вину не признал.
2 августа 2016 года Кировский суд Ярославля признал Урлашова виновным в получении взятки и покушении на получение взятки. На следующий день суд приговорил отстранённого от должности мэра Ярославля Урлашова к 12,5 годам лишения свободы с отбыванием наказания в колонии строгого режима. Алексей Лопатин, бывший помощник Урлашова, был приговорён к 7 годам лишения свободы с отбыванием наказания в колонии строгого режима. В тот же день защита осуждённого мэра подала жалобу на приговор. Приговор Урлашову стал самым жёстким приговором в отношении глав российских городов. До этого момента самым суровым считался приговор мэру Томска Александру Макарову (1996—2011), который в ноябре 2010 года был приговорён к 12 годам колонии строгого режима. 4 августа 2016 года на портале Change.org появилась петиция с требованием освободить Урлашова.
20 января 2017 года Ярославский областной суд оставил без изменений приговор мэру Ярославля Евгению Урлашову. Приговор вступил в законную силу и в связи с этим полномочия мэра Урлашова прекращены. Урлашов отбывает наказание в исправительной колонии № 1 в Твери.
В марте 2018 года Урлашов обратился к президенту Путину с прошением о помиловании. В сентябре в помиловании было отказано.
В январе 2022 года Урлашов отозвал свое прошение об УДО, поданное им в декабре 2021 года, из-за отрицательной характеристики, выданной администрацией колонии, зафиксировавшей у него два нарушения.

## Политическая деятельность после ареста
С 3 июля 2013 года, согласно уставу города, к исполнению обязанностей главы Ярославля приступил вице-мэр Александр Нечаев. Постановлением же Урлашова от 12 июля и. о. мэра Ярославля назначен другой вице-мэр Олег Виноградов, сообщил адвокат арестованного градоначальника.
7 июля 2013 года на конференции ярославского отделения «Гражданской платформы» по инициативе Михаила Прохорова стал лидером списка кандидатов партии на выборах в Ярославскую областную думу. Позднее избирком Ярославской области отказался зарегистрировать список «Гражданской платформы» во главе с Урлашовым, к выборам были допущены только представители партии по одномандатным округам.

## Отзывы
Американская газета The Washington Post назвала Урлашова «самым известным в стране независимым должностным лицом», «уникальным примером известного на национальном уровне независимого политика, который попытался работать изнутри системы и сумел победить на выборах „Единую Россию“ — правящую партию президента Владимира Путина».
Отмечая рекордное число наблюдателей на выборах мэра Ярославля, журналист Матвей Ганапольский считает: «Урлашов может быть плохим мэром, а может быть хорошим. И, возможно, ярославцы будут восхищаться и поставят памятник при жизни, а возможно, будут улюлюкать вслед. Тут возможны варианты. Но что однозначно, так это то, что он будет воистину легитимным! Его выбрали граждане, они несут за свой выбор полную ответственность и, как видим, почему-то не очень из-за этого страдают».
По результатам социологического опроса, проведённого «Институтом политической психологии» после ареста Урлашова, 44,5 % респондентов улучшили своё отношение к мэру после его ареста, 8 % ухудшили. В целом деятельность Урлашова на посту мэра одобряли почти 79 % жителей города. За «Единую Россию» при этом были готовы проголосовать 5 %.
На митинге в поддержку Е. Урлашова лидер ярославских коммунистов Александр Воробьёв сказал: «Когда человек не из стаи приходит руководить городом — власть может ему это простить? Нет. И вот в этих условиях чуть более года назад 150 тысяч ярославцев сказали „нет“ партии власти. Месяц назад на этой площади люди вышли на бунт. Могла ли власть простить это народу, жителям города и области? Нет».

## Цитаты
- Я — живой пример демократии[68].
- Скорее я съем стол, за которым сижу, чем вернусь в партию «Единая Россия»[69].
- Кредо:

У человека наступает возраст, когда величина бриллианта, яхты и Bentley значения не имеет. Даже не имеет значения количество детей и красавица у тебя жена или нет. Человек хочет запечатлеть себя в памяти потомков в добрых делах. — Евгений Урлашов

## Личная жизнь и увлечения
Единственный брак Урлашова продлился недолго и окончился трагично. С будущей женой Ольгой Евгений познакомился в трамвае. Семья сложилась в 1995 году, через год родилась дочь Анастасия. В 1997 году Ольга со своим отцом погибли во время пожара в дачном доме её родителей. С тех пор Урлашов больше не женился, воспитывать дочь ему помогали мать и тёща.
Увлекается спортом, коллекционированием живописи, имеет домашний музей с картинами ярославских художников и копиями работ известных живописцев. Охотно путешествует. Внимание прессы и телеаудитории привлекло показанное по центральным телеканалам видео, на котором Урлашов танцует лезгинку.